# Spegel, spegel (film)
Spegel, spegel är en amerikansk familjefilm regisserad av Tarsem Singh och baserad på berättelsen om Snövit av Bröderna Grimm. Filmen hade biopremiär den 30 mars 2012.

## Handling
Drottningen lurar till sig både den stilige prinsen och kungariket. Hon förvisar också  Snövit ut i skogen för att bli av med henne för alltid. Men Snövit räddas av ett gäng bestående av sju småväxta banditer, och med deras hjälp ska hon nu vinna över drottningen och ta tillbaka allt som tillhör henne.

## Rollista
| Roll         | Skådespelare       | Svensk röst              |
| ------------ | ------------------ | ------------------------ |
| Snövit       | Lily Collins       | Elina Raeder             |
| Drottningen  | Julia Roberts      | Anna von Rosen           |
| Prins Albert | Armie Hammer       | Jakob Stadell            |
| Bengtsson    | Nathan Lane        | Dan Ekborg               |
| Margareta    | Mare Winningham    | Sharon Dyall             |
| Baronen      | Michael Lerner     |                          |
| Kungen       | Sean Bean          | Steve Kratz              |
| Grimm        | Danny Woodburn     | Jonas Bergström          |
| Slaktarn     | Martin Klebba      | Andreas Rothlin Svensson |
| Varg         | Sebastian Saraceno | Mikael Roupé             |
| Napoleon     | Jordan Prentice    | Claes Ljungmark          |
| Halvan       | Mark Povinelli     | Ole Ornered              |
| Krubb        | Joe Gnoffo         | Lars Dejert              |
| Garvet       | Ronald Lee Clark   | Oscar Harryson           |
| Robert       | Robert Emms        | Nick Atkinson            |

- Övriga röster – Jennie Jahns, Zoe Berndtsson Jahns, Ulla-Britt Hedenberg
- Översättning och regi – Mikael Roupé
- Regi – Steffen Addington
- Tekniker – Adam Fietz
- Svensk version producerad av Nordisk Film Audio[2][3]